# Estação San Rafael
A Estação San Rafael é uma das estações do Trem Suburbano do Vale do México, situada em Tlalnepantla de Baz, entre a Estação Tlalnepantla e a Estação Lechería. Administrada pela Ferrocarriles Suburbanos, S.A.P.I. de C.V., faz parte do Sistema 1.
Foi inaugurada em 7 de maio de 2008. Localiza-se na Avenida Prolongación Hidalgo. Atende o bairro Tlayapa.